# Беззаботівська сільська рада
| Беззаботівська сільська рада — колишній орган місцевого самоврядування у Олександрівському районі Донецької області з адміністративним центром у с. Беззаботівка. Сільській раді були підпорядковані населені пункти: - c. Беззаботівка - с. Дмитроколине - с. Новоандріївка - с. Новостепанівка - с. Роздолля - с. Софіїно-Лиман |

## Склад ради
Рада складалася з 12 депутатів та голови.

## Керівний склад сільської ради
| ПІБ                        | Основні відомості                                                         | Дата обрання | Дата звільнення |
| -------------------------- | ------------------------------------------------------------------------- | ------------ | --------------- |
| Мирський Віктор Васильович | Сільський голова, 1957 року народження, освіта, член Партії регіонів      | 26.03.2006   | 31.10.2010      |
| Мирський Віктор Васильович | Сільський голова, 1957 року народження, освіта вища, член Партії регіонів | 31.10.2010   |                 |

Примітка: таблиця складена за даними джерела